# Woking (borough)
Woking è un borgo del Surrey, Inghilterra, Regno Unito, con sede in loco.

## Parrocchie e villaggi
- Byfleet (parrocchia)
- Brookwood
- Byfleet
- Knaphill
- Mayford
- West Byfleet